# Amolops daorum
Amolops daorum es una especie de anfibio anuro de la familia Ranidae.

## Distribución geográfica
Esta especie habita:
- en el norte de Vietnam en la provincia de Lào Cai;
- en Hong Kong;
- en el norte de Laos en la provincia de Houaphan.[3]

## Taxonomía
Esta especie fue liberado de su sinonimia con Amolops mengyangensis por Stuart, Bain, Phimmachak y Spence en 2010, donde fue colocada por Ohler en 2007.

## Etimología
Esta especie lleva el nombre en honor a Daos (Yao: minoría étnica de China).

## Publicación original
- Bain, Lathrop, Murphy, Orlov & Ho, 2003 : Cryptic species of a cascade frog from Southeast Asia: taxonomic revisions and descriptions of six new species. American Museum Novitates, n.º 3417, p. 1-60[4]